# Södermanlands runinskrifter 211
Sö 211 är en vikingatida runsten av granit i Ljunga, Överselö socken och Strängnäs kommun i Södermanland. 
Den är 130 cm hög, 85 cm bred vid basen och 20–40 cm tjock.  Runornas höjd är 8-11 cm. Stilgruppering: Fågelperspektiv (Fp).

## Inskriften
Translitterering av runraden:
stinulfʀ + auk × ha(k)- --- × þ[ur]ʀikʀ + auk × aubiarn × auk × uflati × þaiʀ : raistu × sta-- [þa]si : at × ulf × faþur + sin
Normalisering till runsvenska:
Stæinulfʀ ok Hak[i ok] Þryʀikʀ/Þryðrikʀ ok Øybiorn/Auðbiorn ok Oflati, þæiʀ ræistu stæ[in] þennsi at Ulf, faður sinn.
Översättning till nusvenska:
Stenulv och Hake och Tryrik och Öbjörn och Ovlate, de reste denna sten efter Ulv, sin fader.